# Bandera de San Miguel de Bernuy
La bandera de San Miguel de Bernuy es el símbolo más importante de San Miguel de Bernuy, municipio de la provincia de Segovia, comunidad autónoma de Castilla y León, en España. 

## Descripción
La bandera de San Miguel de Bernuy fue oficializada el 29 de marzo de 2003, y su descripción heráldica es:

«Bandera rectangular de proporciones 2:3, dividida verticalmente en dos partes en proporciones 1/3 al asta y 2/3 al batiente , siendo rojo el del asta con una espada con la punta hacia arriba , y blanca con dos franjas en horizontal onduladas azules al batiente de 1/10 del ancho de la bandera.»
Boletín Oficial de Castilla y León nº 113/2003